# Niet Molotoff
„Niet Molotoff”, scrisă și ca Njet Molotoff sau Nyet Molotoff este un cântec de propagandă finlandez compus de Matti Jurva⁠(fi)[traduceți] și scris de Tatu Pekkarinen⁠(fi)[traduceți]. Niet Molotoff a fost compusă în timpul Războiului de Iarnă pentru a ridica moralul și a batjocori Uniunea Sovietică și Armata Roșie.
Înregistrarea inițială a piesei „Niet Molotoff” a avut loc în 1942 de către Jurva și Kristalli-Tanssiorkesteri, sub conducerea dirijorului George de Godzinsky⁠(d), iar acompaniamentul orchestral a fost aranjat de Robert von Essen⁠(fi)[traduceți]. Popularitatea piesei a crescut odată cu interpretarea formației Solistiyhtye Suomi⁠(fi)[traduceți] din anul 1989.

## Conținut
Niet Molotoff face referiri la conducerea Uniunii Sovietice și la obiectivele lor de război. Melodia își bate joc de Vyacheslav Molotov, Ministrul de Externe Sovietic, comparându-l cu Nikolay Bobrikov⁠(d), un guvernator general al Finlandei notoriu pentru încercările sale de rusificare a țării, ulterior asasinat pentru acțiunile sale. „Niet Molotoff” continuă să-l ironizeze pe Molotov batjocorind Armata Roșie și incapacitatea lor de a ocupa Helsinki sau chiar de a trece Linia Mannerheim. Melodia sugerează, de asemenea, că mulți oficiali sovietici au încetat să se laude sau să fie siguri de victorie după ce nu au reușit să treacă Linia Mannerheim. În plus, cântecul își bate joc de faptul că Molotov deține o moșie la țară, unde s-ar retrage oficialii politici sovietici. „Niet Molotoff” face referire și la oamenii din Petrozavodsk loiali lui Stalin ca fiind escroci, o aluzie la finlandezii roșii care au fugit din Finlanda după Războiul Civil Finlandez, majoritatea acestora refugiindu-se în Karelia Sovietică.
Melodia cântecului „Niet Molotoff” se bazează pe o piesă folclorică rusească numită Ukhar-kupets (Ухарь-купец).

## Parodii
În timpul invaziei ruse din Ucraina din 2022, a fost creată o parodie ucraineană a piesei „Niet Molotoff”. Versiunea ucraineană se numește „Njet Vladimir” și face referire la Vladimir Putin.

## Versuri
| Versuri originale în finlandeză | Traducere în română |
| --- | --- |
| Finlandia, Finlandia, sinne taas matkalla oli Iivana. Kun Molotoffi lupas´ juu kaikki harosii, huomenna jo Helsingissä syödään marosii. Njet Molotoff, njet Molotoff, valehtelit enemmän kuin itse Bobrikoff. Finlandia, Finlandia, Mannerheimin linja oli vastus ankara. Kun Karjalasta alkoi hirmu tulitus, loppui monen Iivanan puhepulistus. Njet Molotoff, njet Molotoff, valehtelit enemmän kuin itse Bobrikoff. Finlandia, Finlandia, sitä pelkää voittamaton Puna-Armeija. Ja Molotoffi sanoi että katsos torppas niin, Tsuhna aikoo käydä meitä kraivelista kii. Njet Molotoff, njet Molotoff, valehtelit enemmän kuin itse Bobrikoff. Uralin taa, Uralin taa, siellä onpi Molotoffin torpan maa. Sinne pääsee Stalinit ja muutkin huijarit, politrukit, komissaarit ja petroskoijarit. Njet Molotoff, njet Molotoff, valehtelit enemmän kuin itse Bobrikoff. | Finlandia, Finlandia, într-acolo se îndreptau din nou Ivanii. Când Molotov a promis: "Da, totul va merge bine, mâine vom mânca deja înghețată în Helsinki". Nu Molotov, nu Molotov ai spus mai multe minciuni decât Bobrikov însuși. Finlandia, Finlandia, Linia Mannerheim a fost un obstacol dur. Când artileria a început să tragă din Karelia, mulți Ivani și-au încetat bâlbâiala Nu Molotov, nu Molotov ai spus mai multe minciuni decât Bobrikov⁠(d) însuși. Finlandia, Finlandia, invincibila Armata Roșie se teme de ea. Și Molotov a spus: "Ei bine, uită-te la asta, Chukhna⁠(d) vin la gâtul nostru!" Nu Molotov, nu Molotov ai spus mai multe minciuni decât Bobrikov însuși. În spatele Uralilor, în spatele Uralilor, este cabana lui Molotov. Oameni ca Stalin și alți trișori sunt lăsați să o viziteze, inclusiv politruci, comisari și escroci din Petrozavodsk. Nu Molotov, nu Molotov ai spus mai multe minciuni decât Bobrikov însuși. |